# (5654) Terni
(5654) Terni est un astéroïde de la ceinture principale.

## Description
(5654) Terni est un astéroïde de la ceinture principale. Il fut découvert le 20 mai 1993 à Stroncone par Antonio Vagnozzi. Il présente une orbite caractérisée par un demi-grand axe de 2,78 UA, une excentricité de 0,20 et une inclinaison de 8,8° par rapport à l'écliptique.

## Compléments